# كيني كوكر
كيني كوكر (بالإنجليزية: Kenny Coker)‏ هو لاعب كرة قدم بريطاني، ولد في 2003. لعب مع نادي ساوثيند يونايتد.